# Stiriinae
Stiriinae là một phân họ bướm đêm thuộc họ Noctuidae.

## Hình ảnh

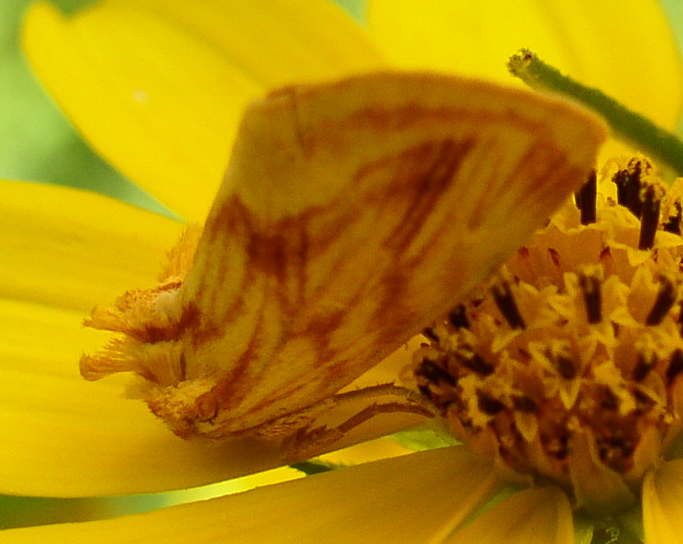